# 南関ターミナル

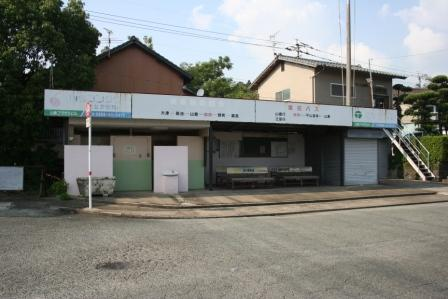
南関ターミナル（2009年撮影）

南関ターミナル（なんかんたーみなる）は、熊本県玉名郡南関町にあるバスターミナルである。

## 概要
九州産交バス・産交バスにおける南関町の拠点である。車庫は併設しておらず、道路を挟んだ両側に上屋とベンチがある。かつてはジェイアール九州バス山鹿線も乗り入れていた。
なお、西鉄バス大牟田の南関バス停は当ターミナルから200メートルほど南に位置する。

## 発着路線
九州産交バス・産交バス運行
- 南関上町
- 新玉名駅・玉名駅方面
- 三加和温泉・三加和総合支所・山鹿方面